# Orpierre
Orpierre é uma comuna francesa na região administrativa da Provença-Alpes-Costa Azul, no departamento de Altos-Alpes. Estende-se por uma área de 27,57 km². Em 2010 a comuna tinha 390 habitantes (densidade: 14,1 hab./km²).